# Saison 2009 de l'équipe cycliste Garmin-Slipstream
La saison 2009 de l'équipe cycliste Garmin-Slipstream est la neuvième de l'équipe.

## Préparation de la saison 2009

### Arrivées et départs
| Arrivées              | Équipe 2008            |
| --------------------- | ---------------------- |
| Hans Dekkers          | Mitsubishi-Jartazi     |
| Christian Meier       | Symmetrics             |
| Cameron Meyer         | Southaustralia.com-AIS |
| Svein Tuft            | Symmetrics             |
| Ricardo van der Velde | Rabobank Continental   |
| Bradley Wiggins       | Columbia               |

| Départs                  | Équipe 2009 |
| ------------------------ | ----------- |
| Christophe Laurent       | Agritubel   |
| Jonathan Patrick McCarty | OUCH-Maxxis |

## Coureurs et encadrement technique

### Effectif
| Cycliste              | Date de naissance  | Nationalité      | Équipe 2008            |
| --------------------- | ------------------ | ---------------- | ---------------------- |
| Magnus Bäckstedt      | 30 janvier 1975    | Suède            | Garmin-Chipotle        |
| Blake Caldwell        | 27 mars 1984       | États-Unis       | Garmin-Chipotle        |
| Steven Cozza          | 3 mars 1985        | États-Unis       | Garmin-Chipotle        |
| Thomas Danielson      | 13 mars 1978       | États-Unis       | Garmin-Chipotle        |
| Julian Dean           | 28 janvier 1975    | Nouvelle-Zélande | Garmin-Chipotle        |
| Hans Dekkers          | 8 août 1981        | Pays-Bas         | Mitsubishi-Jartazi     |
| Jason Donald          | 30 janvier 1980    | États-Unis       | Garmin-Chipotle        |
| Timothy Duggan        | 14 novembre 1982   | États-Unis       | Garmin-Chipotle        |
| Huub Duyn             | 1er septembre 1984 | Pays-Bas         | Garmin-Chipotle        |
| Lucas Euser           | 5 décembre 1983    | États-Unis       | Garmin-Chipotle        |
| Tyler Farrar          | 2 juin 1984        | États-Unis       | Garmin-Chipotle        |
| Michael Friedman      | 19 septembre 1982  | États-Unis       | Garmin-Chipotle        |
| William Frischkorn    | 10 juin 1981       | États-Unis       | Garmin-Chipotle        |
| Ryder Hesjedal        | 9 décembre 1980    | Canada           | Garmin-Chipotle        |
| Trent Lowe            | 8 octobre 1984     | Australie        | Garmin-Chipotle        |
| Martijn Maaskant      | 27 juillet 1983    | Pays-Bas         | Garmin-Chipotle        |
| Daniel Martin         | 20 août 1986       | Irlande          | Garmin-Chipotle        |
| Christian Meier       | 21 février 1985    | Canada           | Symmetrics             |
| Cameron Meyer         | 11 janvier 1988    | Australie        | Southaustralia.com-AIS |
| David Millar          | 4 janvier 1977     | Royaume-Uni      | Garmin-Chipotle        |
| Danny Pate            | 24 mars 1979       | États-Unis       | Garmin-Chipotle        |
| Kilian Patour         | 20 septembre 1982  | France           | Garmin-Chipotle        |
| Thomas Peterson       | 24 décembre 1986   | États-Unis       | Garmin-Chipotle        |
| Christopher Sutton    | 10 septembre 1984  | Australie        | Garmin-Chipotle        |
| Svein Tuft            | 9 mai 1977         | Canada           | Symmetrics             |
| Ricardo van der Velde | 19 février 1987    | Pays-Bas         | Rabobank Continental   |
| Christian Vande Velde | 22 mai 1976        | États-Unis       | Garmin-Chipotle        |
| Bradley Wiggins       | 28 avril 1980      | Royaume-Uni      | Columbia               |
| David Zabriskie       | 12 janvier 1979    | États-Unis       | Garmin-Chipotle        |

## Bilan de la saison

### Victoires
| Date       | Course                                             | Pays        | Classe | Vainqueur             |
| ---------- | -------------------------------------------------- | ----------- | ------ | --------------------- |
| 01/02/2009 | 1re étape du Tour du Qatar                         | Qatar       | 2.1    | Garmin-Slipstream     |
| 16/02/2009 | 2e étape du Tour de Californie                     | États-Unis  | 2.HC   | Thomas Peterson       |
| 11/03/2009 | 4e étape de Paris-Nice                             | France      | HIS    | Christian Vande Velde |
| 13/03/2009 | 3e étape de Tirreno-Adriatico                      | Italie      | HIS    | Tyler Farrar          |
| 02/04/2009 | 3eb étape des Trois Jours de La Panne              | Belgique    | 2.HC   | Bradley Wiggins       |
| 12/06/2009 | Prologue du Delta Tour Zeeland                     | Pays-Bas    | 2.1    | Tyler Farrar          |
| 14/06/2009 | Classement général du Delta Tour Zeeland           | Pays-Bas    | 2.1    | Tyler Farrar          |
| 26/06/2009 | Championnat du Canada du contre-la-montre          | Canada      | CN     | Svein Tuft            |
| 08/08/2009 | 4e étape du Tour de Burgos                         | Espagne     | 2.HC   | Thomas Danielson      |
| 16/08/2009 | Vattenfall Cyclassics                              | Allemagne   | PT     | Tyler Farrar          |
| 19/08/2009 | 1re étape de l'Eneco Tour                          | Belgique    | PT     | Tyler Farrar          |
| 20/08/2009 | 2e étape de l'Eneco Tour                           | Belgique    | PT     | Tyler Farrar          |
| 22/08/2009 | 4e étape de l'Eneco Tour                           | Belgique    | PT     | Tyler Farrar          |
| 29/08/2009 | Championnat des États-Unis du contre-la-montre     | États-Unis  | CN     | David Zabriskie       |
| 06/09/2009 | Championnat de Grande-Bretagne du contre-la-montre | Royaume-Uni | CN     | Bradley Wiggins       |
| 09/09/2009 | 11e étape du Tour d'Espagne                        | Espagne     | HIS    | Tyler Farrar          |
| 11/09/2009 | 12e étape du Tour d'Espagne                        | Espagne     | HIS    | Ryder Hesjedal        |
| 11/09/2009 | 5e étape du Tour du Missouri                       | États-Unis  | 2.HC   | David Zabriskie       |
| 12/09/2009 | 1re étape du Tour de Grande-Bretagne               | Royaume-Uni | 2.1    | Christopher Sutton    |
| 13/09/2009 | Classement général du Tour du Missouri             | États-Unis  | 2.HC   | David Zabriskie       |
| 11/09/2009 | 20e étape du Tour d'Espagne                        | Espagne     | HIS    | David Millar          |
| 01/10/2009 | 1re étape du Circuit franco-belge                  | Belgique    | 2.1    | Tyler Farrar          |
| 02/10/2009 | 2e étape du Circuit franco-belge                   | Belgique    | 2.1    | Tyler Farrar          |
| 04/10/2009 | Classement général du Circuit franco-belge         | Belgique    | 2.1    | Tyler Farrar          |
| 13/10/2009 | 2e étape du Herald Sun Tour                        | Australie   | 2.1    | Christopher Sutton    |
| 14/10/2009 | 3e étape du Herald Sun Tour                        | Australie   | 2.1    | Christopher Sutton    |
| 15/10/2009 | 4e étape du Herald Sun Tour                        | Australie   | 2.1    | Christopher Sutton    |
| 16/10/2009 | 5e étape du Herald Sun Tour                        | Australie   | 2.1    | Bradley Wiggins       |
| 17/10/2009 | Classement général du Herald Sun Tour              | Australie   | 2.1    | Bradley Wiggins       |

### Résultats sur les courses majeures
Les tableaux suivants représentent les résultats de l'équipe dans les principales courses du calendrier international (les cinq classiques majeures et les trois grands tours). Pour chaque épreuve est indiqué le meilleur coureur de l'équipe, son classement ainsi que les accessits glanés par Garmin-Slipstream sur les courses de trois semaines.

#### Classiques
| Classique            | Milan-San Remo    | Tour des Flandres     | Paris-Roubaix         | Liège-Bastogne-Liège | Tour de Lombardie  |
| -------------------- | ----------------- | --------------------- | --------------------- | -------------------- | ------------------ |
| Coureur (classement) | Julian Dean (19e) | Martijn Maaskant (4e) | Bradley Wiggins (25e) | Ryder Hesjedal (11e) | Daniel Martin (8e) |

#### Grands tours
| Grand tour           | Tour d'Italie         | Tour de France       | Tour d'Espagne                                                      |
| -------------------- | --------------------- | -------------------- | ------------------------------------------------------------------- |
| Coureur (classement) | Bradley Wiggins (71e) | Bradley Wiggins (3e) | Daniel Martin (53e)                                                 |
| Accessits            | -                     | -                    | 3 victoires d'étapes (Tyler Farrar, Ryder Hesjedal et David Millar) |

### Classement UCI
L'équipe Garmin-Slipstream termine à la onzième place du Calendrier mondial avec 632 points. Ce total est obtenu par l'addition des points des cinq meilleurs coureurs de l'équipe au classement individuel que sont Tyler Farrar, 18e avec 212 points, Daniel Martin, 35e avec 137 points, Bradley Wiggins, 39e avec 131 points, Christian Vande Velde, 64e avec 78 points, et Ryder Hesjedal, 69e avec 74 points.
| Rang | Coureur               | Points |
| ---- | --------------------- | ------ |
| 18   | Tyler Farrar          | 212    |
| 35   | Daniel Martin         | 137    |
| 39   | Bradley Wiggins       | 131    |
| 64   | Christian Vande Velde | 78     |
| 69   | Ryder Hesjedal        | 74     |
| 71   | Martijn Maaskant      | 64     |
| 100  | David Millar          | 39     |
| 203  | Christopher Sutton    | 4      |
| 210  | Timothy Duggan        | 4      |
| 212  | Danny Pate            | 4      |